# Walter Schmidinger (Schauspieler)
Walter Schmidinger (* 28. April 1933 in Linz, Oberösterreich; † 28. September 2013 in Berlin) war ein österreichischer Schauspieler.

## Leben
Schmidinger absolvierte zunächst eine Lehre als Verkäufer und Dekorateur in einer Tuchhandlung. Ab 1951 begann er seine Ausbildung als Schauspieler am Max-Reinhardt-Seminar in Wien. Sein erstes Engagement erhielt er am dortigen Theater in der Josefstadt. 1954 erhielt er einen Ruf an die Bühnen der Stadt Bonn, dessen Ensemble er bis 1969 angehörte. Danach gehörte Schmidinger für drei Jahre dem Ensemble der Münchner Kammerspiele an. Von dort wechselte er an das Bayerische Staatsschauspiel München. Hier entwickelte er sich zum Publikumsliebling. Er blieb bis 1984 in München, dann ging er zunächst an die Schaubühne in Berlin, ein Jahr später an das Berliner Schiller-Theater, wo er bis zur Schließung im Jahr 1993 auf der Bühne stand und auch als Regisseur wirkte. In den neunziger Jahren des vorigen Jahrhunderts spielte er dann am Deutschen Theater in Berlin. Anschließend gehörte er auch dem Berliner Ensemble an. Schmidinger gastierte darüber hinaus an allen wichtigen deutschsprachigen Bühnen, z. B. dem Deutschen Schauspielhaus Hamburg und dem Burgtheater Wien sowie bei den Salzburger Festspielen.
Seit Anfang der 1970er Jahre spielte Schmidinger auch immer wieder im Fernsehen. So übernahm er Gastrollen im Tatort, Derrick und Der Alte. Auch an einigen Fernsehspielen (z. B. Fast wia im richtigen Leben, Spiel im Schloß, Kir Royal, Opernball) wirkte er mit.
Im Kino begann seine Karriere 1973 mit einer kleinen Nebenrolle in Maximilian Schells Der Fußgänger. Es folgte eine Vielzahl von Filmrollen. Neben Maximilian Schell arbeitete Schmidinger dabei mit Ingmar Bergman, Peter Schamoni, Karin Brandauer, Michael Haneke und István Szabó zusammen.
Häufig machte Schmidinger auch Lesungen und Rezitationsabende. Dabei beschäftigte er sich z. B. mit Werken von Thomas Bernhard, Joseph Roth, Arthur Schnitzler, Else Lasker-Schüler, Johann Nestroy, Heinrich Heine und Franz Kafka. Einzigartig waren seine Interpretationen von Texten Karl Valentins.
Im Jahr 2001 war Schmidinger Juror des Alfred-Kerr-Darstellerpreises.

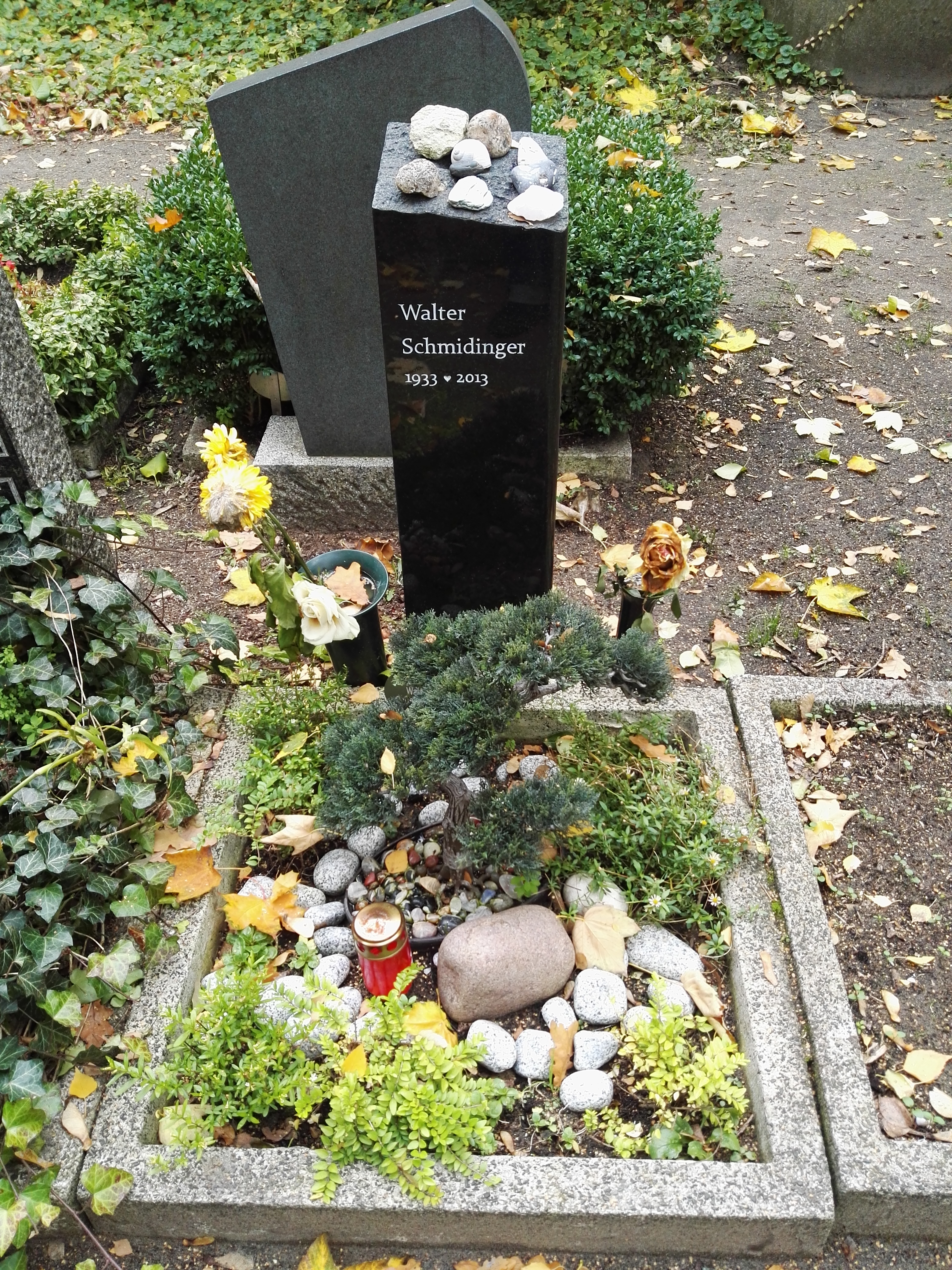
Grabstätte

Walter Schmidinger starb am 28. September 2013 in Berlin und wurde auf dem Dorotheenstädtischen Friedhof beigesetzt.
Am 1. Dezember 2013 fand im Berliner Ensemble eine Matinee („Mit den Zugvögeln fort…“) zur Erinnerung an den Schauspieler statt. Kollegen und Freunde wie Carmen-Maja Antoni, Robert Wilson, Andrea Eckert, Angela Winkler, Claus Peymann und Meret Becker erinnerten noch einmal an den Verstorbenen.

## Leistungen
Für seine Darstellung des Willi in Franz Xaver Kroetz’ Heimarbeit an den Münchner Kammerspielen wurde Schmidinger zum besten Schauspieler des Jahres gewählt. Seither gehörte er zu den Stars des deutschsprachigen Theaters. Er beeindruckte durch ein facettenreiches Spiel und außergewöhnliche schauspielerische Dominanz. Seine graziöse Schwermut machte einen gefährdeten Eindruck.
Besonders zerrissene Figuren und gebrochene Seelen waren seine Domäne. Seine Darstellungen des Malvolio in Shakespeares Was ihr wollt, sein Hamlet, König Lear oder Nathan (in Lessings Nathan der Weise) haben Theatergeschichte geschrieben. Die Presse umjubelte ihn als „eingebildetsten Kranken aller Zeiten“ in Molières Titelrolle. Unvergessen auch sein Salieri in Peter Shaffers Amadeus. In Berlin wurde er für seine Verkörperung des Musikkritikers Reger in Thomas Bernhards Alte Meister mit dem Kritikerpreis der Berliner Zeitung geehrt.
Hellmuth Karasek würdigte Schmidinger im Tagesspiegel als einen „der wenigen Schauspieler, die man, ohne zu zögern, ‚begnadet‘ nennen darf, wobei man sich darüber klar sein muss, dass ‚begnadet‘ immer auch ‚verflucht‘ heißt und bedeutet: Gnade und Fluch sind zwei Seiten der gleichen Medaille […] Große Kunst ist immer auch ein Pakt mit dem Teufel.“

## Trivia
Im Jahr 1976 erlitt Schmidinger bei einem Gastspiel des Münchener Residenztheaters in Schweinfurt wegen eines „Hängers“ in Gerhart Hauptmanns Michael Kramer einen Nervenzusammenbruch und begann die Dekorationen zu zertrümmern. Das Publikum hielt das zunächst für einen Teil der Inszenierung, bis die Kollegen den verwirrten Schauspieler von der Bühne zerrten und der Vorhang fiel.

## Rollen (Auswahl)
- Petypon in Liebe (Regie: Rolf Becker)
- Willi in Heimarbeit (Regie: Horst Siede)
- Hatch in Die See (Regie: Luc Bondy)
- Tartuffe in Tartuffe (Regie: Ingmar Bergman)
- Herr von Lips in Der Zerrissene (Regie: Gustav Manker)
- Herzog von Clarence in Richard III. (Regie: Kurt Meisel)
- Gennadius in Der Wald (Regie: Harald Clemen)
- Kari Bühl in Der Schwierige (Regie: Hans Gratzer)
- Salieri in Amadeus (Regie: Kurt Meisel)
- Dichter in Reigen (Regie: Kurt Meisel)
- Arzt in Nach Damaskus (Regie: Erwin Axer)
- Shylock in Der Kaufmann von Venedig (Regie: Alfred Kirchner)
- Malvolio in Was ihr wollt (Regie: Wilfried Minks)
- Leonce in Leonce und Lena (Regie: Dieter Dorn)
- Cyprian in Der Park (Regie: Peter Stein)
- Nathan in Nathan der Weise (Regie: Bernard Sobel)
- 1. Schauspieler in Hamlet (Regie: Klaus Maria Brandauer)
- König in Leonce und Lena (Regie: Robert Wilson)

## Filmografie (Auswahl)
- 1962: Woyzeck
- 1970: Die Perle – Aus dem Tagebuch einer Hausgehilfin (Fernsehserie)
- 1972–1979: Tatort (Fernsehreihe)
  - 1972: Münchner Kindl
  - 1979: Mord im Grand-Hotel
- 1973: Der Fußgänger (Regie: Maximilian Schell)
- 1975: Eiszeit (Regie: Peter Zadek)
- 1976: Derrick: Das Bordfest
- 1977: Polizeiinspektion 1 (TV-Serie, Folge Der Föhn)
- 1978: Der Alte (TV-Serie, Folge Die Kolonne)
- 1979: Feuer! (Fernsehfilm)
- 1980: Aus dem Leben der Marionetten (Regie: Ingmar Bergman)
- 1981: Der Bockerer (Regie: Franz Antel)
- 1984/85: Spiel im Schloss (Regie: Otto Schenk)
- 1985: Die Krimistunde (Fernsehserie, Folge 14, Episode: „Die Prise Muskat macht's“)
- 1986: Caspar David Friedrich – Grenzen der Zeit (Regie: Peter Schamoni)
- 1988: Hanussen (Regie: István Szabó)
- 1988: Ein Sohn aus gutem Hause (TV-Film) (Regie: Karin Brandauer)
- 1994: Derrick (TV-Serie, Folge Ein sehr ehrenwerter Herr)
- 1994: Hölderlin Comics (Regie: Harald Bergmann)
- 1995: Derrick (TV-Serie, Folge Eines Mannes Herz)
- 1997: Der Alte – Folge 226: Der Scherbenhaufen
- 1998: Opernball – Die Opfer/Die Täter (Regie: Urs Egger)
- 2000: Scardanelli (Regie: Harald Bergmann)
- 2003: Passion Hölderlin (Regie: Harald Bergmann)
- 2006: Requiem (Regie: Hans-Christian Schmid)

## Hörspiele (Auswahl)
- 1981: Patrick Süskind: Der Kontrabaß; Regie: Friedhelm Ortmann (Der Hörverlag)
- 1992: Arthur Schnitzler: Zwischenspiel – Regie: Klaus Gmeiner
- 1994: Rainer Puchert: Himmelsgänger; Regie: Klaus-Michael Klingsporn (DLR Berlin)
- 2005: Wolfsmehl: Königshaut; Regie: Wolfsmehl (Hörbuch Hamburg)

## Auszeichnungen
Im November 2006 erhielt er den Nestroy-Theaterpreis für sein Lebenswerk.